# Kurt Huber
Kurt Huber (Chur, Grisons, Suïssa, 24 d'octubre de 1893 - Múnic, Tercer Reich, 13 de juliol de 1943) fou un musicòleg, psicòleg i filòsof alemany d'origen suís. Professor a la Universitat de Múnic i investigador sobre la cançó popular. Mentor i membre actiu de la Rosa Blanca, un dels moviments de resistència estudiantil més famosos durant el nazisme. La seva execució el 1943 va generar reaccions arreu del món i el convertí en un màrtir de l'esquerra.

## Infància i estudis
Quan tenia quatre anys es traslladà amb la seva a Stuttgart i el 1903 ingressà a l'Eberhard-Ludwing-Gymnasium. Després de la mort del seu pare, ell i la seva mare s'instal·laren a Múnic. La seva família feia costat en tot moment a l'amor que Kurt tenia per la música i va arribar a ser alumne del compositor Adolf Sandberger.
El 1912 va començar a estudiar filosofia, psicologia i musicologia a la universitat de Múnic i el 1917 obtingué el doctorat en aquestes disciplines.

## Vida laboral
Els seus primers intents per aconseguir feina com a professor de psicologia es van veure frustrats per les declaracions nazis, ja que l'acusaven de patir una discapacitat neurològica causada per una malaltia patida durant la seva infància. El 1920, finalment, esdevingué professor de psicologia a la Universitat de Múnic.
Paral·lelament Kurt Huber va adoptar una actitud activa per fer reviure la música popular alemanya; el 1925 començà a col·leccionar i enregistrar antigues cançons populars bavareses per encàrrec de l'Acadèmia Alemanya. Va organitzar festivals de música popular i incentivà la transmissió d'aquesta música. A mitjans dels anys 30, participà amb freqüència en debats nazis sobre música popular alemanya i es convertí en escriptor del diari nazi Deutsche Musikkultur. Gràcies a tots aquests fets, esdevingué director del departament de música folklòrica de l'Institut Estatal per a la Recerca de la Música Alemanya a Berlín (1937-38).
El 1938 se li va negar el càrrec de professor de la Universitat de Berlín a causa de la seva adhesió al catolicisme i perquè es negà a compondre cançons per a l'Agrupació d'Estudiants Nacionalsocialistes. Arran d'això va tornar a Múnic amb la seva dona i els seus fills on exercí de professor de música folklòrica. Allà conegué a Carl Orff i realitzà publicacions i conferències sobre la tradició popular bavaresa.

## Antifeixisme
Kurt Huber no estava involucrat en l'agenda feixista, de totes maneres, rebutjava enèrgicament el comunisme i esperava, en un principi, que els nazis protegissin el país de l'amenaça bolxevic.
De mica en mica, però començà a qüestionar els mètodes i els objectius del nazisme. En una conferència a finals del 1930, Huber atacà l'enfocament racial que representava un dels eixos de la musicologia alemanya. De tota manera, es mantingué conformista i s'uní al Partit Nazi el 1940.
El 1941, dos dels seus alumnes, Alexander Schmorell i Hans Scholl, que havien lluitat amb l'exèrcit alemany al front de l'est, li explicaren les atrocitats i les tortures que les SS estaven cometent a Polònia i a la Unió Soviètica. Fou llavors quan Huber s'adonà que era més important preocupar-se per la derrota del Partit Nacionalsocialista que lluitar contra el bolxevisme.
L'any següent es va unir amb els estudiants Hans Scholl, Sophie Scholl, Christoph Probst, Inge Scholl, Alexander Schmorell, Willi Graf i Jugen Wittenstein per formar la Rosa Blanca, un grup de resistència pacífica contra els nazis. Més endavant els estudiants nord-americans adoptaran la mateixa estratègia que ells per lluitar contra la discriminació racial als EUA.
S'encarregaven de difondre propaganda contra el nazisme, pintaven parets i edificis amb esprai on plasmaven eslògans antifeixistes. Van editar i repartir uns quants llibrets que escrivien ells mateixos atacant a Hitler i el nazisme.

## Mort
A poc a poc la seva activitat política va anar cridant l'atenció de la Gestapo. Després d'una nit repartint fulletons a la Universitat de Múnic, van empresonar als germans Hans i Sophie Scholl. El dia el 27 de febrer de 1943 van detenir Kurt Huber i als altres integrants de Rosa Blanca també van ser empresonats.
Carl Orff va trucar a casa seva just l'endemà de la seva detenció. La dona de Huber va suplicar-li que els ajudés utilitzant les seves influències per salvar-lo de la mort, però la resposta d'Orff va ser negativa argumentant que l'existència d'una connexió amb Huber el portaria a la ruïna.

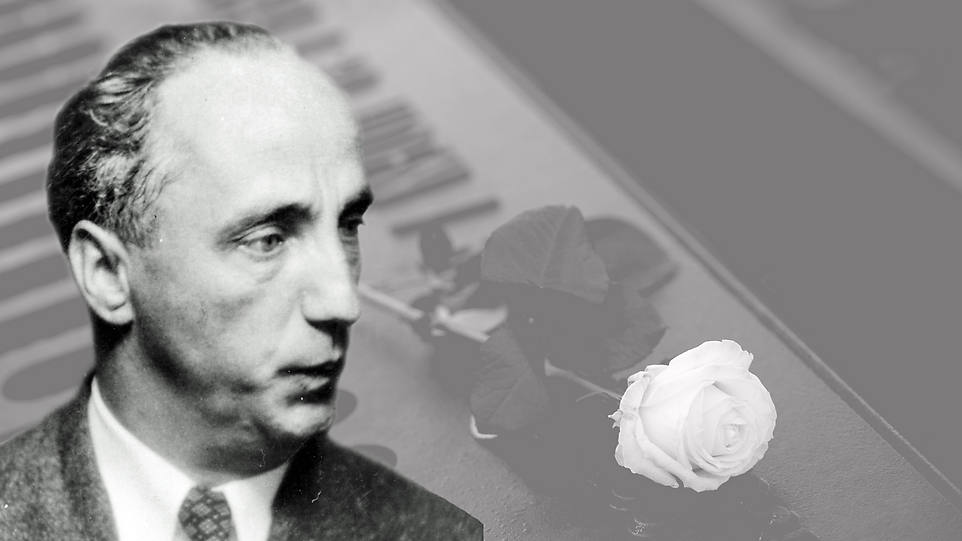
Kurt Huber amb una simbòlica rosa blanca darrere

Condemnat a mort pel tribunal, el 13 de juliol de 1943, Huber va ser executat a la guillotina de la presó Stadelheim de Múnic.

## Record i homenatges
Van ser diversos els reconeixements que se li dedicaren com a professor i activista contra els nazis.
Li dedicaren un carrer al costat de l'edifici de la Universitat Ludqig Maximilians de Múnic que fou anomenat "Professor Huber Platz".
Gottfired Liebniz escriví la seva biografia. Després de la guerra es redacta un volum commemoratiu on amics i col·legues hi van escriure i on també es troba una carta personal de Carl Orff que cedí la dona d'aquest.